# سن-کونستان، کبک
سن-کونستان (به فرانسوی: Saint-Constant) شهرکی در منطقه شهری روسیون ناحیه مونترژی در استان کبک کانادا است. در سرشماری سال ۲۰۱۱ این شهرک ۲۴٬۶۷۹ نفر جمعیت داشته‌است و مساحت آن ۵۶٫۵۸ کیلومتر مربع است.